# Superliga LVP
La Superliga LVP o simplement Superliga, prèviament coneguda com a División de Honor i Superliga Orange, és la màxima categoria competitiva oficial de League of Legends a Espanya. És organitzada per la Lliga de Videojocs Professional, propietat de Mediapro, des de l'any 2012. És una de les competicions més reconegudes dins del panorama europeu.
La Superliga és una de les ERLs (EMEA Regional Leagues), els equips de les quals competeixen per participar en el torneig EMEA Masters. MAD Lions ha estat l'únic equip de Superliga que ha aconseguit guanyar una edició del European Masters, havent-ho assolit l'estiu de 2018.
No s'ha de confondre aquest torneig amb la màxima competició de la regió, la League of Legends EMEA Championship (LEC), una competició tancada en la qual els equips han de comprar una plaça per participar-hi.
A diferència del cas d'EMEA Masters, els equips participants a la LEC opten a participar en el campionat mundial, el League of Legends World Championship —conegut com a «Worlds».
En compliment de la normativa general de les ERL, la Superliga es divideix en el torneig de primavera i en el torneig d'estiu, resultant en dos vencedors anuals.
El vigent campió és Los Heretics.

## Participants

### Temporada 2024
10 equips participen en la temporada 2024: Barça eSports, Case Esports, GIANTX PRIDE, Guasones, Los Heretics, Movistar KOI, Ramboot Club, Rebels Gaming, UCAM Esports i ZETA.

## Historial
El palmarès històric del torneig està dominat pel club malagueny Giants Gaming, vencedor de set títols.
Aquesta taula mostra el resultat final de totes les temporades de Superliga:
| Edició            | Campió                | Subcampió           | Notes |
| División de Honor | División de Honor     | División de Honor   | División de Honor |
| ----------------- | --------------------- | ------------------- | --- |
| Temporada 1       | Smart People          | Pain Gaming         | Primera edició. Smart people era un equip sense organitzció.                                                         |
| Temporada 2       | Giants Gaming         | x6tence             | |
| Temporada 3       | 34united              | Comando Élite       | |
| Temporada 4       | OverGaming Club       | Dimegio Club        | |
| Temporada 5       | Karont3 e-Sports Club | Dragons E.C.        | |
| Temporada 6       | Giants Underdoges     | Team SalsaLol       | |
| Temporada 7       | xPerience eSports     | OverGaming Club     | |
| Temporada 8       | Giants Underdoges     | CooLifeGaming       | |
| Temporada 9       | G2 Vodafone           | ASUS ROG Army       | |
| Temporada 10      | ASUS ROG Army         | G2 Vodafone         | Primer subcampió que aconseguirà sercampió la temporada següent. Última temporada amb el nom de "División de Honor". |
| Superliga LVP     |                       |                     | |
| Primavera 2017    | ThunderX3 Baskonia    | KIYF eSports        | Es comença a anomenar les termporades com "Primavera" i "Estiu"                                                      |
| Estiu 2017        | Giants Only The Brave | MAD Lions E.C.      | |
| Primavera 2018    | MAD Lions E.C.        | Movistar Riders     | |
| Estiu 2018        | MAD Lions E.C.        | Giants Gaming Spain | Primer equip en proclamar-se campió dues vegades seguides.                                                           |
| Primavera 2019    | Splyce Vipers         | Origen BCN          | |
| Estiu 2019        | Vodafone Giants       | Origen BCN          | |
| Primavera 2020    | Vodafone Giants       | Movistar Riders     | |
| Estiu 2020        | Movistar Riders       | G2 Arctic           | |
| Primavera 2021    | UCAM Esports          | Cream Real Betis    | |
| Estiu 2021        | Vodafone Giants       | UCAM Esports        | |
| Primavera 2022    | Fnatic TQ             | BISONS ECLUB        | |
| Estiu 2022        | Team Heretics         | Giants Gaming       | |
| Primavera 2023    | Movistar Riders       | Los Heretics        | |
| Estiu 2023        | Movistar Riders       | BISONS ECLUB        | |
| Primavera 2024    | Los Heretics          | Guasones            | |